# Мануель Грефе
Мануель Грефе (нім. Manuel Gräfe; нар. 21 вересня 1973 року, Берлін, Німеччина) — німецький футбольний арбітр, арбітр ФІФА з 2007.

## Кар'єра
У віці 17 років Мануель виступав за один із місцевих клубів Берліна («Рапід Веддінг») в аматорських змаганнях. Серед його одноклубників був хорватський гравець Роберт Ковач, який згодом буде виступати за національну збірну Хорватії.
Грефе з 1999 року рефері DFB. Починаючи з 2001 року, він судить матчі другої Бундесліги та третьої Бундесліги, а з 2004 як головний арбітр, обслуговує матчі Бундесліги, з 2007 року арбітр ФІФА. Свою першу гру у Бундеслізі судив 12 вересня 2004 року, між клубами Ганновер 96 та Фрайбург. Перший міжнародний матч відсудив 28 липня 2007, це була гра  в Кубку УЄФА між «Лансом» та одеським «Чорноморцем».
У 2009 Мануель обслуговував матчі юнацького чемпіонату Європи, зокрема такі матчі:
- Англія - Швейцарія 1:1
- Іспанія - Франція 0:1
- Сербія - Україна 1:3

З 2010 обслуговує матчі національних збірних зони УЄФА.
У 2011 обраний найкращим арбітром Німеччини.
1 червня 2013 судив фінальний матч Кубка Німеччини з футболу між «Баварією» та «Штутгартом», баварці перемогли 3:2.

## Матчі національних збірних
| Дата              | Збірні                        | Рахунок | Турнір               | ЖК | YK · YK · RK | RK |
| ----------------- | ----------------------------- | ------- | -------------------- | -- | ------------ | -- |
| 19 листопада 2008 | Австрія – Туреччина           | 2 – 4   | Товариський матч     | 2  | 0            | 0  |
| 5 червня 2009     | Франція – Туреччина           | 1 – 0   | Товариський матч     | 0  | 0            | 1  |
| 26 травня 2010    | Мексика – Нідерланди          | 1 – 2   | Товариський матч     | 3  | 0            | 0  |
| 29 травня 2010    | Швеція – Боснія і Герцеговина | 4 – 2   | Товариський матч     | 3  | 0            | 0  |
| 5 червня 2010     | Алжир – ОАЕ                   | 1 – 0   | Товариський матч     | 2  | 0            | 0  |
| 12 жовтня 2010    | Англія – Чорногорія           | 0 – 0   | Кваліфікація ЧЄ 2012 | 9  | 0            | 0  |
| 5 червня 2011     | Польща – Аргентина            | 2 – 1   | Товариський матч     | 4  | 0            | 0  |
| 6 вересня 2011    | Фінляндія – Нідерланди        | 0 – 2   | Кваліфікація ЧЄ 2012 | 1  | 1            | 0  |
| 7 жовтня 2011     | Північна Ірландія – Естонія   | 1 – 2   | Кваліфікація ЧЄ 2012 | 5  | 0            | 0  |
| 23 березня 2013   | Кіпр – Швейцарія              | 0 – 0   | Кваліфікація ЧС 2014 | 5  | 0            | 0  |
| 7 червня 2013     | Чорногорія – Україна          | 0 – 4   | Кваліфікація ЧС 2014 | 6  | 2            | 1  |
| 10 вересня 2013   | Росія – Ізраїль               | 3 – 1   | Кваліфікація ЧС 2014 | 3  | 0            | 0  |
| 13 жовтня 2014    | Уельс – Кіпр                  | 2 – 1   | Кваліфікація ЧЄ 2016 | 9  | 0            | 1  |
| 17 листопада 2015 | Австрія – Швейцарія           | 1 – 2   | Товариський матч     | 1  | 0            | 0  |
| 6 жовтня 2016     | Туреччина – Україна           | 2 – 2   | Кваліфікація ЧС 2018 | 4  | 0            | 0  |
| 10 червня 2017    | Литва – Словаччина            | 1 – 2   | Кваліфікація ЧС 2018 | 6  | 0            | 0  |